# Прах Анджелы (фильм)
«Прах Анджелы» (англ. Angela's Ashes) — американо-ирландский фильм 1999 года, снятый режиссёром Аланом Паркером по одноименным мемуарам Фрэнка Маккорта.

## Сюжет
1935 год, Бруклин. В небольшой комнате живёт ирландская семья Маккорт. В семье четверо детей, отец страдает алкоголизмом, а мать пытается сохранить семью. После смерти новорожденного ребёнка, семья решает вернуться обратно в Ирландию, но жизнь там не легче. Отец не в силах найти работу, все больше и больше употребляет спиртного. Из-за голода умирают близнецы. Фрэнк, старший сын Анджелы, мечтает снова вернуться в Америку.

## В ролях
- Эмили Уотсон — Анджела Маккорт
- Роберт Карлайл — Малахий Маккорт
- Девон Мюррей — молодой Малахий
- Джо Брин — Фрэнк в детстве
- Киаран Оуенс — Фрэнк в среднем детском возрасте
- Майкл Лидж — Фрэнк в подростковом возрасте
- Ронни Мастерсон — бабушка Шихан
- Полин Маклин — Аджи
- Керри Кондон — Тереза
- Алан Паркер (камео) — доктор Кэмбэл

## Кассовые сборы
«Прах Анджелы» заработал в кинопрокате США несколько более 13 млн долларов, тогда как производственный бюджет фильма оценивался в 50 млн долларов.

## Награды и номинации
- 1999 год — Номинация на премию «Оскар» за лучшую музыку.
- 1999 год — Номинация на премию «Золотой глобус» за лучшую музыку к фильму.
- 1999 год — Номинация на премию «BAFTA» за лучшую операторскую работу.
- 1999 год — Номинация на премию BAFTA за лучшую работу художника-постановщика.
- 1999 год — Номинация на премию BAFTA за лучшую женскую роль (Эмили Уотсон).
- 2001 год — Номинация на премию «Империя» за лучший британский фильм.